# Venasque
Venasque este o comună în departamentul Vaucluse din sud-estul Franței. În 2009 avea o populație de 1.140 de locuitori.

## Evoluția populației
| An        | 1975 | 1982 | 1990 | 1999 | 2006  | 2009  |
| --------- | ---- | ---- | ---- | ---- | ----- | ----- |
| Populație | 526  | 656  | 785  | 966  | 1.131 | 1.140 |

## Monumente
- Biserica Notre-Dame de Venasque⁠(fr)[traduceți], monument de arhitectură romanică, cu un baptisteriu din secolul al VI-lea